# Liste der Officers des Order of Canada/B
Diese Liste gibt einen Überblick aller Personen, die mit der Auszeichnung Officer of the Order of Canada ausgezeichnet wurden.

## B
1. Lorne A. Babiuk
2. Raymond Bachand
3. Randy Bachman
4. Frédéric Back
5. Alfred Goldsworthy Bailey
6. A. Charles Baillie
7. George Bain
8. Harry W. Bain
9. A. Foster Baird
10. David McCurdy Baird
11. Patricia A. Baird
12. Ronald James Baker
13. Gerald W. Baldwin
14. St. Clair Balfour
15. Marc A. Baltzan
16. Richard B. Baltzan (2010)
17. G. Michael Bancroft
18. Robert A. Bandeen
19. John William Bandler (2016)
20. André D. Bandrauk (2011)
21. Albert Bandura
22. Tommy Banks
23. André Barbeau
24. Marcel Barbeau
25. Victor Barbeau
26. Clarence L. Barber
27. David G. Barber (2016)
28. H. Douglas Barber
29. Irving K. (Ike) Barber
30. Maurice Baril (2011)
31. Harvey Barkun
32. Murray L. Barr
33. David Barrett
34. Matthew W. Barrett
35. James Karl Bartleman (2011)
36. Raymond Bartnikas
37. Zbigniew Stanislaw Basinski
38. John V. Basmajian
39. Douglas G. Bassett
40. Sonja I. Bata
41. Robert McLellan Bateman
42. Gordon A. Bates
43. Marie Battiste
44. Jean-Louis Baudouin
45. Maurice Baudoux
46. David Bauer
47. Roger Baulu
48. Gregory Baum
49. Alex Sasa Baumann
50. Peter C. Bawden
51. Donald W. Baxter
52. Iain Baxter
53. Herbert W. Beall
54. Carlyle Smith Beals
55. George Hector Beaton (2009)
56. Perrin Beatty
57. Irénée Beaubien
58. Micheline Beauchemin
59. Gérald-A. Beaudoin
60. Charles E. Beaulieu
61. Jacques Beaulieu
62. Luc Beauregard (2013)
63. Alan B. Beddoe
64. Derek R. C. Bedson
65. J. Alan Beesley
66. Robert W. Begg
67. Monique Bégin
68. Pierre Béique
69. Jean M. Bélanger
70. Marcel Bélanger
71. Anthony Belcourt (2013)
72. George Gray Bell
73. John Kim Bell
74. John M. Bell
75. Lennox G. Bell
76. R. Gordon Bell
77. Ralph P. Bell
78. Thomas Johnston Bell
79. Henry Pybus Bell-Irving
80. Bernard Belleau
81. Maurice Bellemare
82. Francesco Bellini
83. Helen R. Belyea
84. Samuel Belzberg
85. John G. Bene
86. Yoshua Bengio
87. Alice Benjamin
88. Avie Bennett
89. Gordon Lockhart Bennett
90. Bill Bennett
91. William Andrew Cecil Bennett
92. Chantal Benoit
93. Jehane Benoît
94. Aldo Albert Daniel Bensadoun (2011)
95. H. Clark Bentall
96. C. Fred Bentley
97. James M. Bentley
98. Peter J. G. Bentley
99. Roloff W. Beny
100. André Bérard
101. David Jay Bercuson
102. Philip Benjamin Berger
103. Thomas R. Berger
104. Henri Bergeron
105. Madeleine Bergeron
106. Sidney van den Bergh (* 1929)
107. Boris Berlin
108. Louis Berlinguet
109. Alan Bernstein
110. Albert E. Berry
111. Robert G. Bertram (2012)
112. Françoise Bertrand (2013)
113. Gilles Guy Pierre Bertrand
114. Janette Bertrand
115. Carrie Best
116. James M. R. Beveridge
117. Ellen Bialystok (2016)
118. Reginald W. Bibby
119. Ric Esther Bienstock
120. Wilfred Gordon Bigelow
121. James H. Biggar
122. Martha Billes
123. Bertram C. Binning
124. Gary Birch (2008)
125. J. W. Bud Bird
126. Earle Birney
127. André Bisson
128. Claude Bisson
129. Anik Bissonnette
130. Jean Bissonnette (2012)
131. Lise Bissonnette
132. Pierre-André Bissonnette
133. Neil Bissoondath
134. Conrad M. Black
135. Gwendolyn M. Black
136. Harry Black
137. Sandra Black (2015)
138. Cindy Blackstock
139. Vincent W. Bladen
140. Bill Blaikie
141. Roger Blais
142. Clark Blaise (2009)
143. Allan Emrys Blakeney
144. Michael Bliss (2013)
145. Hans Blumenfeld
146. William R.C. Blundell
147. Stewart L. Blusson
148. Robin Boadway
149. Dempsey Bob (2013)
150. Darleen Bogart
151. William Brenton Boggs
152. Marion Bogo (2014)
153. Pierre Bois
154. Horace Boivin
155. Pierre Boivin (2009)
156. Colette Boky
157. Arnold Boldt (2012)
158. Roch Bolduc
159. Malvina M. Bolus
160. J. Richard Bond
161. Roberta Lynn Bondar
162. Jean-Charles Bonenfant
163. Jean-Louis Bonenfant
164. Louis-Philippe Bonneau
165. Henry Borden
166. A. Alan Borovoy
167. Osmond H. Borradaile
168. E. Harry Botterell
169. Alain Bouchard
170. Joseph Jacques Charles Bouchard (2011)
171. Michel Marc Bouchard
172. Victor Bouchard
173. Gaétan Boucher
174. Jacques Bougie
175. Gilles Boulet
176. Lionel Boulet
177. Martial G. Bourassa
178. Gertrude Bourdon
179. Jean Julien Bourgault
180. Jocelyne Bourgon
181. Arthur S. Bourinot
182. Arthur Newcombe Bourns
183. Pierre Bourque
184. Edmund Charles Bovey
185. George Bowering
186. Wilbur F. Bowker
187. John M. Bowman
188. William Scott Bowman (2011)
189. Herbert Gideon Bown
190. Liona Boyd
191. Robert A. Boyd
192. Marcel Boyer
193. David Alexander Boyes
194. Harry J. Boyle
195. Leonard E. Boyle
196. Geraldine Braak
197. Alexander Brady
198. John Bragg
199. David Braley
200. Philip Branton (2014)
201. Gilles Brassard (2013)
202. Simon Brault
203. Russell Braun (2016)
204. Albert Breton
205. Raymond Breton
206. William Breukelman (2013)
207. Debbie Brill
208. James Keith Brimacombe
209. Robert Bringhurst (2013)
210. Vernon C. Brink
211. Donald Code Brittain
212. Dave Broadfoot
213. Timothy Brodhead
214. Paul Brodie
215. Edward Bronfman
216. Peter Frederick Bronfman
217. AA Bronson
218. Nicole Brossard (2010)
219. Boris Brott
220. Benoit Brouillette
221. (S. A.) Arnold Brown
222. Audrey A. Brown
223. G. Malcolm Brown
224. Rosemary Brown
225. Ian Bruce (2009)
226. James P. Bruce
227. Maxwell Bruce
228. Angus A. Bruneau
229. Pierre Brunet
230. Thomas A. Brzustowski
231. J. Judd Buchanan
232. Manuel Buchwald
233. Ernest Buckler
234. Sidney L. Buckwold
235. Victor S. Buffalo
236. Paul Georges Buissonneau (2009)
237. Barry D. Bultz
238. Jane Bunnett
239. F. S. (Fred) Burbidge
240. André Bureau
241. Ronnie Burkett
242. Derek H. Burney
243. Elsinore C. Burns
244. James W. Burns
245. Vernon Burrows
246. Lester L. Burry
247. Edward Burtynsky
248. Jack Bush
249. Sharon Butala
250. Édith Butler
251. Esmond U. Butler
252. George D. B. Butterfield
253. Lily E. Butters
254. William (Bill) James Leslie Buyers (2011)
255. Edward G. Byrne